# Memento mori (Roelant Savery)
Memento mori is een schilderij van de Zuid-Nederlandse schilder Roelant Savery in het Nationalmuseum in Stockholm.

## Voorstelling
Het stelt een landschap voor met daarin de skeletten van verschillende dieren. Hiertussen scharrelen een aantal vogels, insecten en een pad. Rechts groeien tussen de botten enkele paddenstoelen. Het schilderij houdt het midden tussen een stilleven en een dierschilderij. Vanwege de ongebruikelijke beeldtaal wordt in het werk een allegorische betekenis gezien. De skeletten in een verder vredig landschap zouden de toeschouwer moeten herinneren aan het feit dat alles eindig is. Het werk kan in dat licht opgevat worden als een memento mori (denk eraan te [moeten] sterven). Dit type voorstelling, ook wel Vanitas genoemd, kwam in de 17e eeuw veel voor en herinnerde de toeschouwer niet alleen aan zijn eindigheid, maar ook aan zijn zonden. Het schilderij kwam vermoedelijk tot stand in de periode dat Savery aan het hof van de Heilige Roomse keizer in Praag verbleef, waar veel belangstelling bestond voor natuurlijke historie en dierkunde.

## Toeschrijving en datering
Het werk is rechtsonder op een steen gesigneerd en gedateerd: ‘ROELAND / SAVERY 160[.]’.

## Herkomst
Het werk wordt voor het eerst gesignaleerd op een veiling bij veilinghuis Christie's in Londen op 28 februari 1936. Het resultaat van deze veiling is onbekend, maar goed mogelijk werd het gekocht door de Britse kunsthistoricus Robert Witt voor zijn uitgebreide kunstverzameling in Londen. Na het overlijden van zijn zoon, John Witt, werd het op 8 april 1987 geveild bij veilinghuis Sotheby's in Londen voor een bedrag van  £21.000. In 1995 werd het door het Nationalmuseum in Stockholm aangekocht van de Amerikaanse kunsthandel Richard L. Feigen & Co.